# 佟
佟（とう）は、漢姓のひとつ。『百家姓』の501番目。2020年の中華人民共和国の統計では人数順の上位100姓に入っておらず、台湾の2018年の統計では298番目に多い姓で、642人がいる。
満州民族の姓として知られる。

## 由来
佟佳（トゥンギャ）氏をはじめとして、さまざまな満州族が佟姓を称した。
満州族以外には、『広韻』の引く『北燕録』によると、遼東に佟萬という人がいたという。

## 著名な人物
- 佟寿 - 北燕時代の遼東の漢人、司馬大将軍。一部の満州族佟氏は佟寿を遠祖とされる[3]。
- 孝康章皇后（佟妃） - 順治帝の皇后、康熙帝の母。佟図頼の娘。
- 孝懿仁皇后 - 康熙帝の皇后。佟国維の娘、孝康章皇后の姪。
- 佟麟閣 - 中華民国の軍人。
- 佟大為 - 俳優。
- 佟麗婭 - 女優。シベ族。
- 佟文 - 女子柔道選手。
- 佟健 - フィギュアスケート選手。